# Diogo Soares (Seefahrer)
Diogo Soares de Mello (auch Melo geschrieben; † um 1553 in Birma), ebenfalls bekannt als Diogo Soares de Albergaria oder auf Spanisch Diego Suárez, genannt o Galego („der Galicier“), war ein portugiesischer Söldner, Seefahrer und Pirat, der im 16. Jahrhundert in Indien, Ostafrika und Südostasien tätig war.

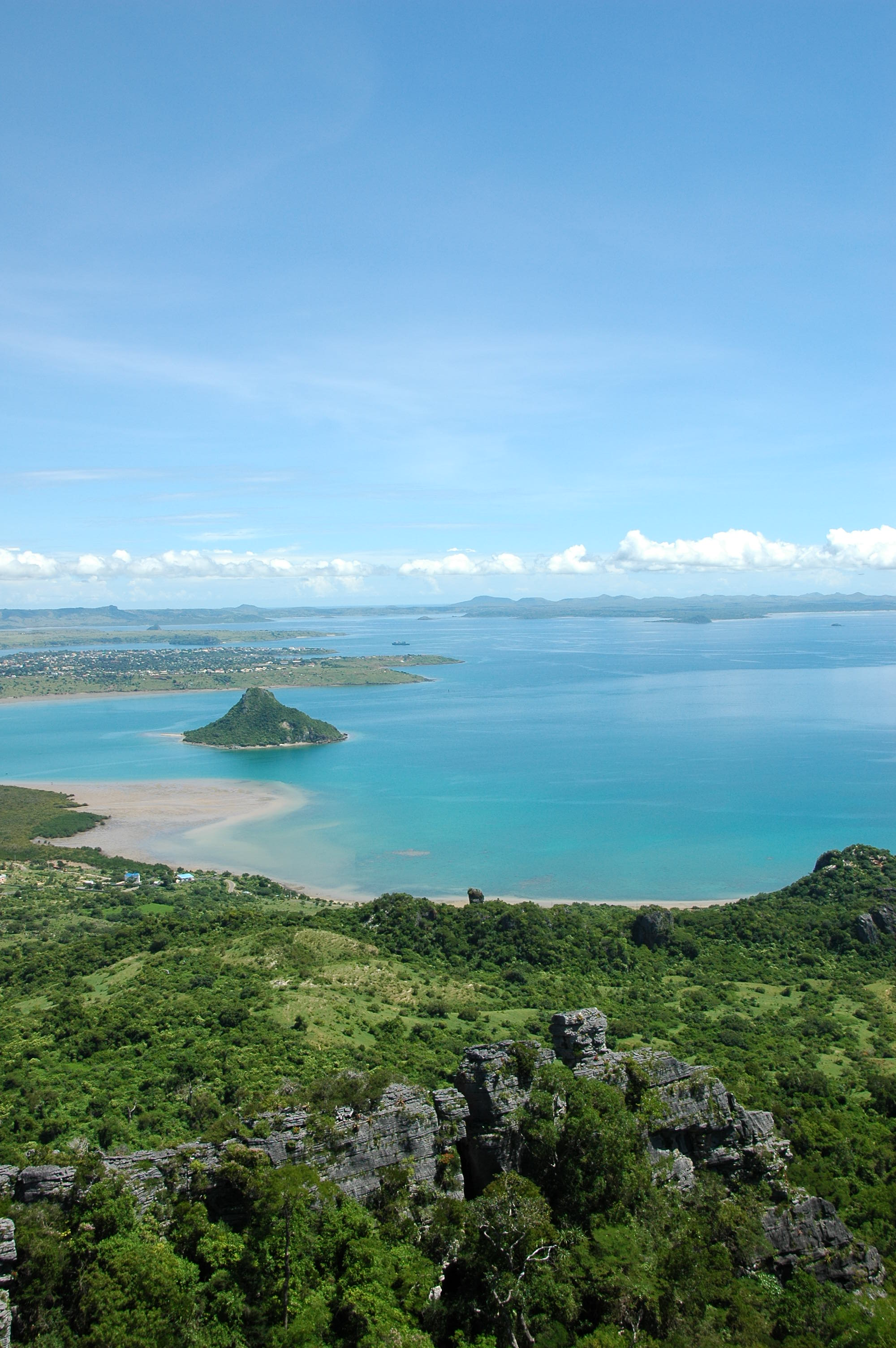
Die Diego-Suárez-Bucht (heute Bucht von Antsiranana) an der Nordspitze Madagaskars

Er war ein aus Galicien stammender niedriger Landadliger (Fidalgo), der aufgrund der Beteiligung an mehreren Tötungsdelikten um 1538 nach Indien verbannt wurde und sich dort als Söldner verdingte. 1540 unterstützte er den Anführer seiner Söldnereinheit bei der Beseitigung eines Rivalen um die Gunst einer Frau. Der Gouverneur Estêvão da Gama ließ daraufhin nach Entdeckung des Mordes den Anführer hinrichten; Soares konnte hingegen aus Goa entkommen, floh mit zwanzig Gleichgesinnten nach Melinde in Ostafrika und wandte sich hier der Piraterie zu. 1542 wurde er vom neuen Gouverneur Martim Afonso de Sousa – mit dem er freundschaftlich verbunden war – begnadigt, kehrte nach Indien zurück und trat in dessen Dienste. Im folgenden Jahr wurde er nach Madagaskar entsandt, um dort nach De Sousas Bruder zu suchen, der in der Gegend Schiffbruch erlitten hatte. Er konnte den Bruder nicht finden, wandte sich aber wieder der Piraterie zu und plünderte die Küstenregionen, so dass er mit großen Mengen Silber und zahlreichen Sklaven an Bord nach Indien zurückkehrte. Der Naturhafen an der Nordspitze Madagaskars wurde später nach ihm Diego Suárez genannt (seit 1975 Antsiranana).
1547 landete Soares in Malakka und gelangte von hier aus nach Birma (Taungu-Reich), wo er Freund und Heerführer des Königs Tabinshwehti wurde und 1548 im Krieg gegen die Siamesen kämpfte. Sein Aufenthalt in Birma wird ausführlich von Fernão Mendes Pinto beschrieben; der Wahrheitsgehalt dieser Erzählungen ist aber unsicher, wenn auch grundsätzlich durch birmanische Chroniken bestätigt (die ihn allerdings nicht namentlich nennen). Angeblich soll Soares einen schlechten Einfluss auf den König gehabt und diesem zum Alkoholiker gemacht haben, was zu dessen Ermordung führte. Nach dem Tod des Königs wurde auch Diego Soares durch Steinigung hingerichtet, laut Pinto aufgrund der Vergewaltigung einer Frau und der Ermordung von deren Bräutigam und weiteren Angehörigen.